# Пицал (Верона)
Пицал је насеље у Италији у округу Верона, региону Венето.
Према процени из 2011. у насељу је живело 31 становника. Насеље се налази на надморској висини од 43 м.